# Polen op het Eurovisiesongfestival 2015

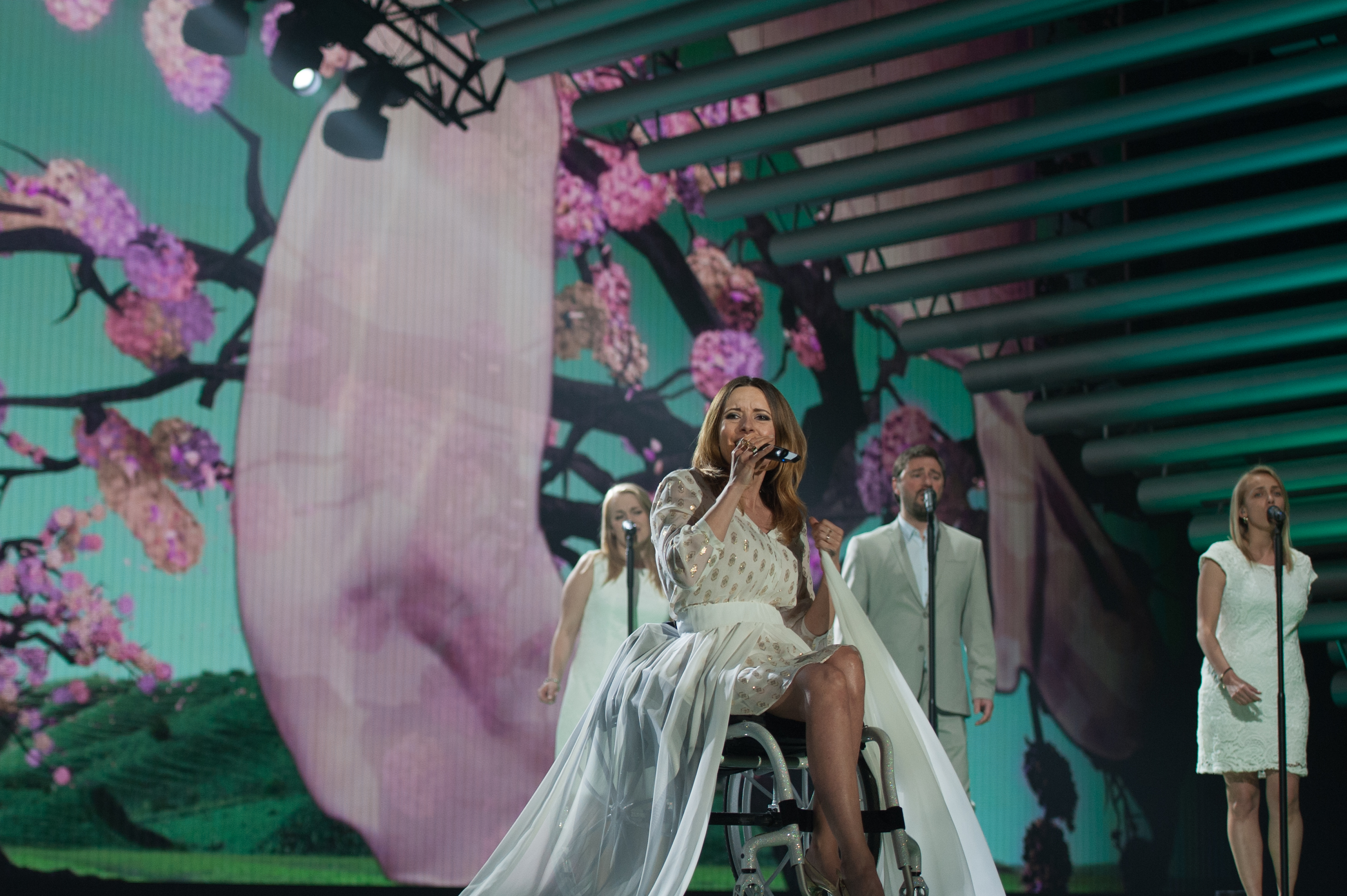
Monika Kuszyńska bij het songfestival

Polen nam deel aan het Eurovisiesongfestival 2015 in Wenen, Oostenrijk. Het was de 18de deelname van het land op het Eurovisiesongfestival. TVP was verantwoordelijk voor de Poolse bijdrage voor de editie van 2015.

## Selectie
TVP koos ervoor een act intern samen te stellen. Dit besluit was gebaseerd op het succes van 2014, toen Donatan & Cleo ook intern geselecteerd waren en Polen voor het eerst sedert 2008 naar de finale van het songfestival wisten te brengen. Met een veertiende plaats in de finale zorgden zij toen voor het beste Poolse resultaat sedert 2003.
Ditmaal werd Monika Kuszyńska uitverkoren om Polen te vertegenwoordigen. Zij deed dit met het lied In the name of love.

## In Wenen
Polen trad in Wenen in de tweede halve finale op donderdag 21 mei aan. Monika Kuszyńska trad als zeventiende en laatste aan, na Maraaya uit Slovenië. Polen werd achtste met 57 punten, waarmee het doorging naar de finale op 23 mei.
In de finale trad Polen als achttiende van de 27 acts aan, na Ann Sophie uit Duitsland en voor Aminata Savadogo uit Letland. Polen eindigde als drieëntwintigste met 10 punten.
1994 · 1995 · 1996 · 1997 · 1998 · 1999 · 2000 · 2001 · 2002 · 2003 · 2004 · 2005 · 2006 · 2007 · 2008 · 2009 · 2010 · 2011 · 2012-2013 · 2014 · 2015 · 2016 · 2017 · 2018 · 2019 · 2020 · 2021 · 2022 · 2023 · 2024 · 2025
Albanië · Armenië · Australië · Azerbeidzjan · België · Cyprus · Denemarken · Duitsland · Estland · Finland · Frankrijk · Georgië · Griekenland · Hongarije · Ierland · IJsland · Israël · Italië · Letland · Litouwen · Macedonië · Malta · Moldavië · Montenegro · Nederland · Noorwegen · Oostenrijk · Polen · Portugal · Roemenië · Rusland · San Marino · Servië · Slovenië · Spanje · Tsjechië · Verenigd Koninkrijk · Wit-Rusland · Zweden · Zwitserland